# Tellos Agras
Tellos Agras (in greco Tέλλος Άγρας?; Gargalianoi, 17 febbraio 1880 – Agras, 7 luglio 1907) era il nome di battaglia di Sarantis-Tellos Agapinos (Σαράντης-Τέλλος Αγαπηνός), militare e patriota greco, eroe della guerra di Macedonia (1904-1908).